# Amunde
Amunde var verksam som runmästare kring Södermanland under första hälften av 1000-talet, cirka 1010–1050. Han har signerat fyra runstenar och åtta attribueringar till honom finns av Brate. Runstenarna finns på två åtskilda områden i Sotholms härad, med två signerade stenar i vardera området. Ornamentik är i stilgrupperna Fp och Pr1.

## Signerade ristningar
- Sö 215, Sö 233, Sö 268, Sö 271

## Attribuerade ristningar
- Sö 217, Sö 254
- Sö 226, Sö 229, Sö 273 – Wessén: ”mindre benägen”
- Sö 240, Sö 246 – Wessén: ”mindre sannolikt”
- Sö 230 – nonsensinskrift, Wessén: ”högst otroligt”